# Colias johanseni
Colias johanseni är en fjärilsart som beskrevs av Troubridge och Philip 1990. Colias johanseni ingår i släktet Colias och familjen vitfjärilar. Inga underarter finns listade i Catalogue of Life.